# Distretto di Imphal Ovest
Il distretto di Imphal Ovest è un distretto dello stato del Manipur, in India, di 439 532 abitanti. Il suo capoluogo è Lamphelpat.